# Drosophila histrio
Drosophila histrio – gatunek muchówki z rodziny wywilżnowatych i podrodziny Drosophilinae.
Gatunek ten opisany został w 1830 roku przez Johanna Wilhelma Meigena.
Muchówka o ciele długości od 3,8 do 4,8 mm. Głowa jest żółta. Na głowie para szczecinek orbitalnych skierowanych w tył jest znacznie cieńsza niż ich para skierowana w przód. Czułki mają człon trzeci krótko owłosiony, dwukrotnie dłuższy niż szeroki i nie dłuższy niż dwukrotność długości członu drugiego, zaś aristę z wierzchołkowym rozwidleniem i co najmniej dwoma promieniami na spodniej stronie. Tułów ma brązowawożółtą barwę śródplecza. Chetotaksję tułowia cechuje osiem przedszwowych rzędów szczecinek środkowych grzbietu w przedniej części śródplecza, w których wszystkie szczecinki są tak samo krótkie oraz spośród trzech górnych par szczecinek sternopleuralnych przednia najkrótsza, a tylna najdłuższa. Użyłkowanie skrzydła odznacza się żyłką subkostalną bez sierpowatego zakrzywienia za żyłką barkową, tylną komórką bazalną zlaną z komórką dyskoidalną oraz wierzchołkowym odcinkiem żyłki medialnej M1+2 nie dłuższym niż trzykrotność odcinka tej żyłki między żyłkami poprzecznymi przednią i tylną. Wszystkie pary odnóży mają szczecinki przedwierzchołkowe na goleniach. Przednie stopy mają pierwszy człon nie krótszy niż drugi i trzeci razem wzięte. Odwłok ma duże, trójkątne, ciemne plamy na tergitach. Narządy rozrodcze samca mają po 1–2 dobrze rozwiniętych kolcach na wierzchołkach przysadek odwłokowych oraz kolce na krawędziach edytów i po 1–2 ukośne kolce na ich powierzchniach.
Owad znany z Portugalii, Hiszpanii, Wielkiej Brytanii, Francji, Belgii, Holandii, Niemiec, Danii, Szwecji, Norwegii, Finlandii, Szwajcarii, Austrii, Włoch, Polski, Litwy, Czech, Słowacji, Węgier, Słowenii, Chorwacji, Serbii, Czarnogóry, Ukrainy, Rumunii, europejskiej części Rosji i wschodniej Palearktyki.